# Кувешдія
Кувешдія (рум. Cuveșdia) — село у повіті Арад в Румунії. Входить до складу комуни Шиштаровец.
Село розташоване на відстані 384 км на північний захід від Бухареста, 36 км на південний схід від Арада, 41 км на північний схід від Тімішоари.

## Населення
За даними перепису населення 2002 року у селі проживали 57 осіб, усі — румуни. Усі жителі села рідною мовою назвали румунську.